# Zolotyj Potik
Zolotyj Potik (ukrainska Золотий Потік) är ett ukrainskt stadsliknande samhälle i Ternopil oblast i västra Ukraina, i det historiska landskapet Galizien. Zolotyj Potik är belägen söder om staden Butjatj. Folkmängden uppgick till 2 473 invånare i början av 2012.